# Malenia coerulea
Malenia coerulea är en insektsart som beskrevs av Van Stalle 1984. Malenia coerulea ingår i släktet Malenia och familjen Derbidae. Inga underarter finns listade i Catalogue of Life.